# شازیه مورال
شازیه مورال (انگلیسی: Şaziye Moral؛ 1903 – ۹ آوریل ۱۹۸۵) بازیگر، و صدا پیشه اهل ترکیه بود. وی بین سال‌های ۱۹۱۹ تا ۱۹۷۷ میلادی فعالیت می‌کرد.